# Ivan Jazbinšek
Ivan Jazbinšek (Zagreb, 9 de agosto de 1914 - 28 de junho de 1996) foi um futebolista e treinador iugoslavo, medalhista olímpico. 

## Carreira
Ivan Jazbinšek fez parte do elenco medalha de prata, nos Jogos Olímpicos de 1948.

## Ligações Externas
- Perfil olímpico